# Polypedilum lotensis
Polypedilum lotensis är en tvåvingeart som beskrevs av Moubayed-breil 2007. Polypedilum lotensis ingår i släktet Polypedilum och familjen fjädermyggor.
Artens utbredningsområde är Frankrike. Inga underarter finns listade i Catalogue of Life.